# منى ذو الفقار
منى ذو الفقار هي محامية مصرية وناشطة حقوقية ومن أقوى 100 سيدة أعمال في المنطقة العربية حسب تصنيف فوربس  وهي أيضا ابنة الفنان صلاح ذو الفقار وشقيقة رجل الأعمال أحمد ذو الفقار.، تشارك في صياغة مشروعات قوانين جديدة وتطوير القوانين الحالية المتعلقة بالتشريعات الاقتصادية؛ وهي مدافعة نشطة عن حقوق الإنسان والنساء، على المستويين المحلي والدولي، وتعمل جاهدة في حملة من أجل قانون جديد للأسرة، من أجل تحديث البيئة القانونية في مصر، ولمواكبة التغيرات الاجتماعية الخاصة بأوضاع النساء، ولتقديم رؤية ليبرالية منفتحة من أجل المستقبل.

## الدراسة
حصلت منى ذوالفقار على بكالوريوس العلوم في الاقتصاد والعلوم السياسية عام 1969 من جامعة القاهرة، وماجستير قانون من جامعة المنصورة عام 1980 .

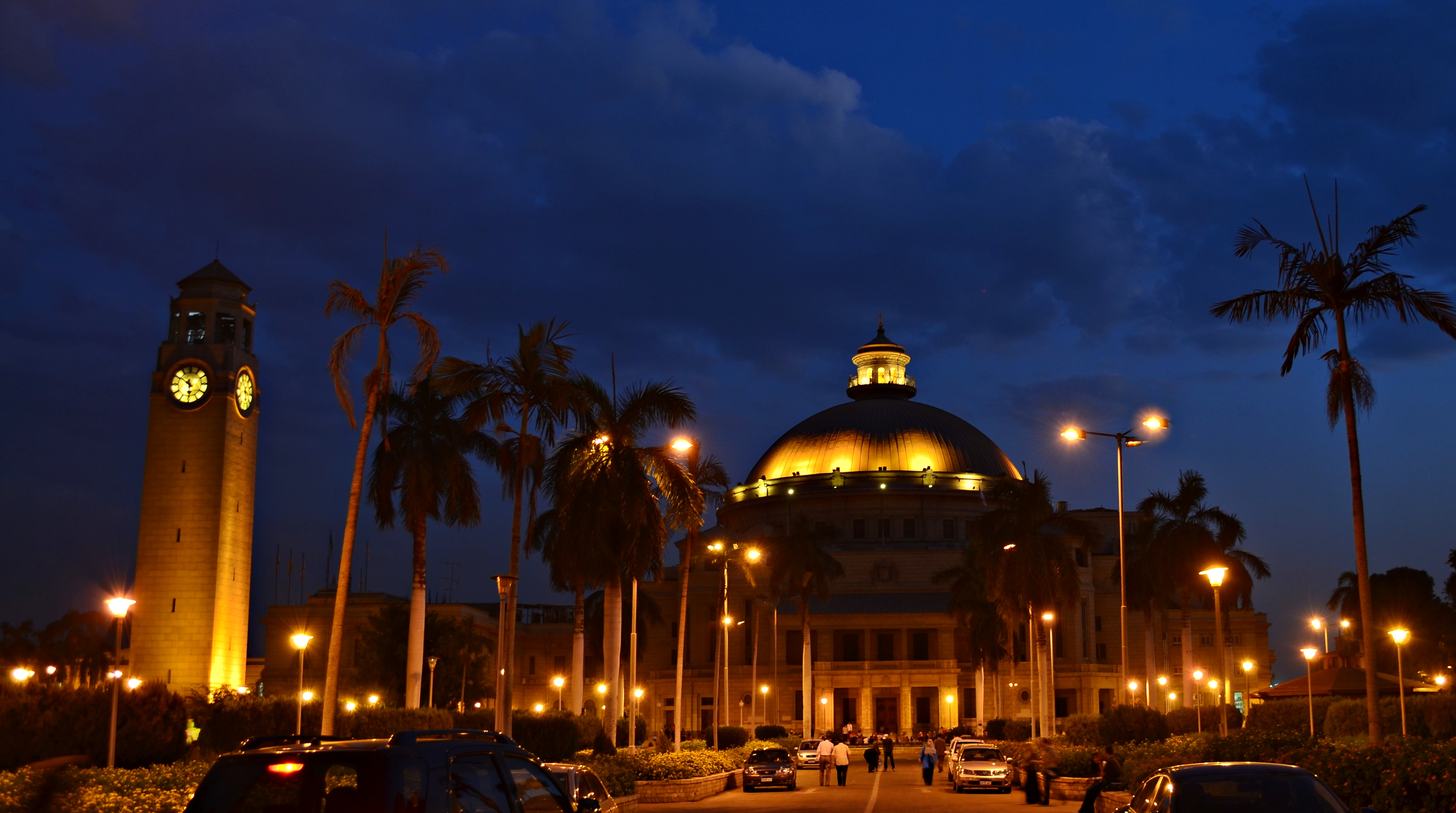
جامعة القاهرة ليلاً

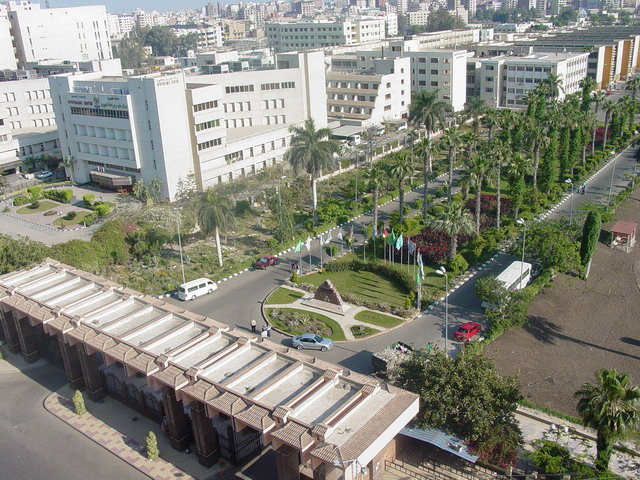
جامعة المنصورة

## المناصب
- شريكة ورئيسة مجلس الإدارة - مكتب الشلقاني للمحاماة، 2006-2009.[5]
- مؤسسة ورئيسة اللجنة التنفيذية، مكتب ذو الفقار وشركاه، 2009 حتى الآن.
- نائب رئيس اللجنة الاستشاريه بمجلس حقوق الإنسان بالأمم المتحدة.
- عضوة في المجلس القومي لحقوق الإنسان في مصر.
- رئيس مجلس الإدارة المجموعة المالية هيرمس القابضة.[6]
- عضو مجلس إدارة البنك المركزي المصري.
- رئيس الجمعية النسائية لتحسين الصحة.
- رئيس مؤسسة التضامن للتمويل الأصغر.
- رئيس المجموعة الاستشارية الدولية الخاصة بالمرأة بالبنك الدولي.
- عضو المجلس القومي للمرأة (2000-2006).
- عضو مجلس إدارة منظمة الاتصالات الدولية للسكان.
- عضو مجلس إدارة بنك القاهرة، بتعيين من رئيس الوزراء المصري في الفترة ما بين 2000 - 2003 .
- عضوة مجلس الأعمال المصري الأمريكى.
- عضوة المجلس الإستشارى للبنك الدولى لمنطقة الشرق الأوسط وشمال أفريقيا.
- عضوة ونائبة رئيس المجلس حقوق الإنسان التابع للأمم المتحدة.
- عضوة مجلس الأمناء مؤسسة المرأة والذاكرة.
- رشحت لتولي لتولي وزارة «حقوق الإنسان وخدمه السكان» في حكومة الدكتور أحمد شفيق رئيس الوزراء السابق.[7]
- عضوة في جبهة الإنقاذ.

## الجوائز التقديرية والإنجازات
- تكريم من الرئيس عبد الفتاح السيسي رئيس جمهورية مصر العربية.[8][9]
- تم اختيارها في ديسمبر 1994 من قبل مجلة تايم الأمريكية كواحدة من مائة شخصية قيادية صغيرة السن في القرن الـعشرين على مستوى العالم.[10]
- جائزة CEWLA لدورها المتميز في إصدار قانون الخلع، 2003.
- تكريم محافظ القاهرة للدفاع عن حقوق المرأة، 2000.
- جائزة الأمم المتحدة للتنمية في يوم المرأة العالمي، القاهرة، 1995.
- تكريم ميدالية الشرف legion d’honneur من الحكومة الفرنسية لدورها في توطيد العلاقات الرسمية بين مصر وفرنسا ولإنجازاتها في مجال حقوق الإنسان.
- الترتيب 25 ضمن اقوى 100 سيدة أعمال في المنطقة العربية حسب تصنيف فوربس.[1]